# Liste der Wirtschaftsminister von Baden-Württemberg
Liste der Wirtschaftsminister von Baden-Württemberg.

## Wirtschaftsminister Südbaden (1946–1952)
| Name                 | Amtsantritt                      | Kabinett                          | Partei |
| -------------------- | -------------------------------- | --------------------------------- | ------ |
| Friedrich Leibbrandt | 3. Dezember 1946 26. Juni 1947   | Staatssekretariat Wohleb Wohleb I | SPB    |
| Eduard Lais          | 4. Februar 1948 22. Februar 1949 | Wohleb II Wohleb III              | CDU    |

## Wirtschaftsminister Württemberg-Baden (1945–1952)
| Name            | Amtsantritt                       | Kabinett           | Partei |
| --------------- | --------------------------------- | ------------------ | ------ |
| Josef Andre     | 24. September 1945                | Maier I            | CDU    |
| Heinrich Köhler | 13. Mai 1946                      | Maier I            | CDU    |
| Hermann Veit    | 16. Dezember 1946 11. Januar 1951 | Maier II Maier III | SPD    |

## Wirtschaftsminister Württemberg-Hohenzollern (1946–1952)
| Name                | Amtsantritt                                   | Kabinett           | Partei |
| ------------------- | --------------------------------------------- | ------------------ | ------ |
| Eberhard Wildermuth | 9. Dezember 1946 8. Juli 1947 13. August 1948 | Schmid Bock Müller | DVP    |
| Eugen Wirsching     | 20. September 1949                            | Müller             | CDU    |

## Wirtschaftsminister Baden-Württemberg (seit 1952)
| Name                     | Amtsantritt                                                         | Kabinett                                              | Partei |
| ------------------------ | ------------------------------------------------------------------- | ----------------------------------------------------- | ------ |
| Hermann Veit             | 25. April 1952 7. Oktober 1953 9. Mai 1956 17. Dezember 1958        | Maier Müller I Müller II Kiesinger I                  | SPD    |
| Eduard Leuze             | 23. Juni 1960 11. Juni 1964                                         | Kiesinger II Kiesinger III                            | FDP    |
| Hans-Otto Schwarz        | 16. Dezember 1966 12. Juni 1968                                     | Filbinger I Filbinger II                              | SPD    |
| Rudolf Eberle            | 8. Juni 1972 2. Juni 1976 30. August 1978 4. Juni 1980 6. Juni 1984 | Filbinger III Filbinger IV Späth I Späth II Späth III | CDU    |
| Martin Herzog            | 11. Dezember 1984 8. Juni 1988                                      | Späth III Späth IV                                    | CDU    |
| Hermann Schaufler        | 27. September 1989 13. Januar 1991                                  | Späth IV Teufel I                                     | CDU    |
| Dieter Spöri             | 11. Juni 1992                                                       | Teufel II                                             | SPD    |
| Walter Döring            | 11. Juni 1996 12. Juni 2001                                         | Teufel III Teufel IV                                  | FDP    |
| Ernst Pfister            | 14. Juli 2004 29. April 2005 14. Juni 2006 24. Februar 2010         | Teufel IV Oettinger I Oettinger II Mappus             | FDP    |
| Nils Schmid              | 12. Mai 2011                                                        | Kretschmann I                                         | SPD    |
| Nicole Hoffmeister-Kraut | 12. Mai 2016 12. Mai 2021                                           | Kretschmann II Kretschmann III                        | CDU    |